# Анню
Анню́ (фр. Hannut, валлон. Hanu / Haneu, нидерл. Hannuit) — коммуна в Валлонии, расположенная в провинции Льеж, округ Варем (англ.). Принадлежит Французскому языковому сообществу Бельгии. На площади 86,53 км² проживают 14 291 человек (плотность населения — 165 чел./км²), из которых 48,33 % — мужчины и 51,67 % — женщины. Средний годовой доход на душу населения в 2003 году составлял 12 908 евро.
Почтовый код: 4280. Телефонный код: 019.

## История
12 — 14 мая 1940 года вблизи города произошло крупное танковое сражение, известное как Битва при Анню.